# Солоневич Борис Лук'янович
Борис Лук'янович Солоневич (1898—1989) — російській громадський діяч та письменник, білорус за походженням.

## Життя у Радянському Союзі
Борис Солоневич народився у Гродненській губернії у родині публіциста Лук'яна Солоневича, стійкого монархіста та прихильника «західнорусизму». З юних років брав участь у громадському русі, вступив до скаутської організації. Неприязно ставлячись до більшовицької диктатури емігрував після завершення Громадянської війни, але потім повернувся у СРСР та проживав деякий час в Криму, намагаючись відродити скаутський рух.
Ця діяльність привернула увагу влади, Борис Солоневич був заарештований та засуджений до двох років у Соловецькому таборі. Після звільнення висланий на поселення до Сибіру, але у 1933 році заарештований знов, та відправлений на примусові роботи до «Біломорсько-балтійського комбінату». Разом з братом Іваном, Борису Солоневичу вдалося здійснити втечу через радянсько-фінський кордон, але у Радянському Союзі залишилися його дружина та діти.

## Еміграція
У еміграції Борис Солоневич проживав у Фінляндії, Болгарії, Німеччині та врешті-решт у США. Він виступає як публіцист, бере участь у виданні газети «Нова Росія», пише низу робот, присвячених скаутському руху в СРСР, його розгрому владою, радянському каральному апарату.
Помер Борис Солоневич у Нью-Йоркі.

## Родина
Після втечі Бориса Солоневича за кордон, в СРСР залишились його дружина Ірина Пелінгер, двоє дітей, батько та ще кілька родичів. Їх доля була здебільшого трагічною — Ірина Пелінгер була розстріляна у 1938 році, батько Лук'ян кілька разів арештовувався та врешті був розстріляний на примусовому поселенні.

## Праці
- День врача в концлагере. София 1937, по-болг. 1938 и 1991, по-нем.1938, по-фр. 1940.
- Молодёжь и ГПУ. София 1938, по-шведски 1938, по-немецки 1939, 2-е изд. 1942.
- Спортивный комплекс «За Россию». София 1938 (брошюра 16 стр.).
- На советской низовке. София 1938, по-фр. 1939 под названием «Dans la tempete

bolchevique» (возможно, что и не перевод, а отдельная книга).
- Тайна старого монастыря. Брюссель 1941, 2-е изд.(Тайна Соловков) 1942, по-болг. 1937,

по-нем. 1937, 2-е изд. 1943, по-фламандски 1942, по-фр. 1942.
- Рука адмирала. Брюссель 1942, 2-е изд.1943, по-фр.1942, 2-е изд.1943.
- Женщина с винтовкой. Буэнос-Айрес 1955 (о женском ударном батальоне Бочкарёвой).
- Заговор красного Бонапарта. Буэнос-Айрес 1957.
- Срещите ми съ товарищъ Ягода. София 1937.